# Bahnhofsrestaurant Gehrden

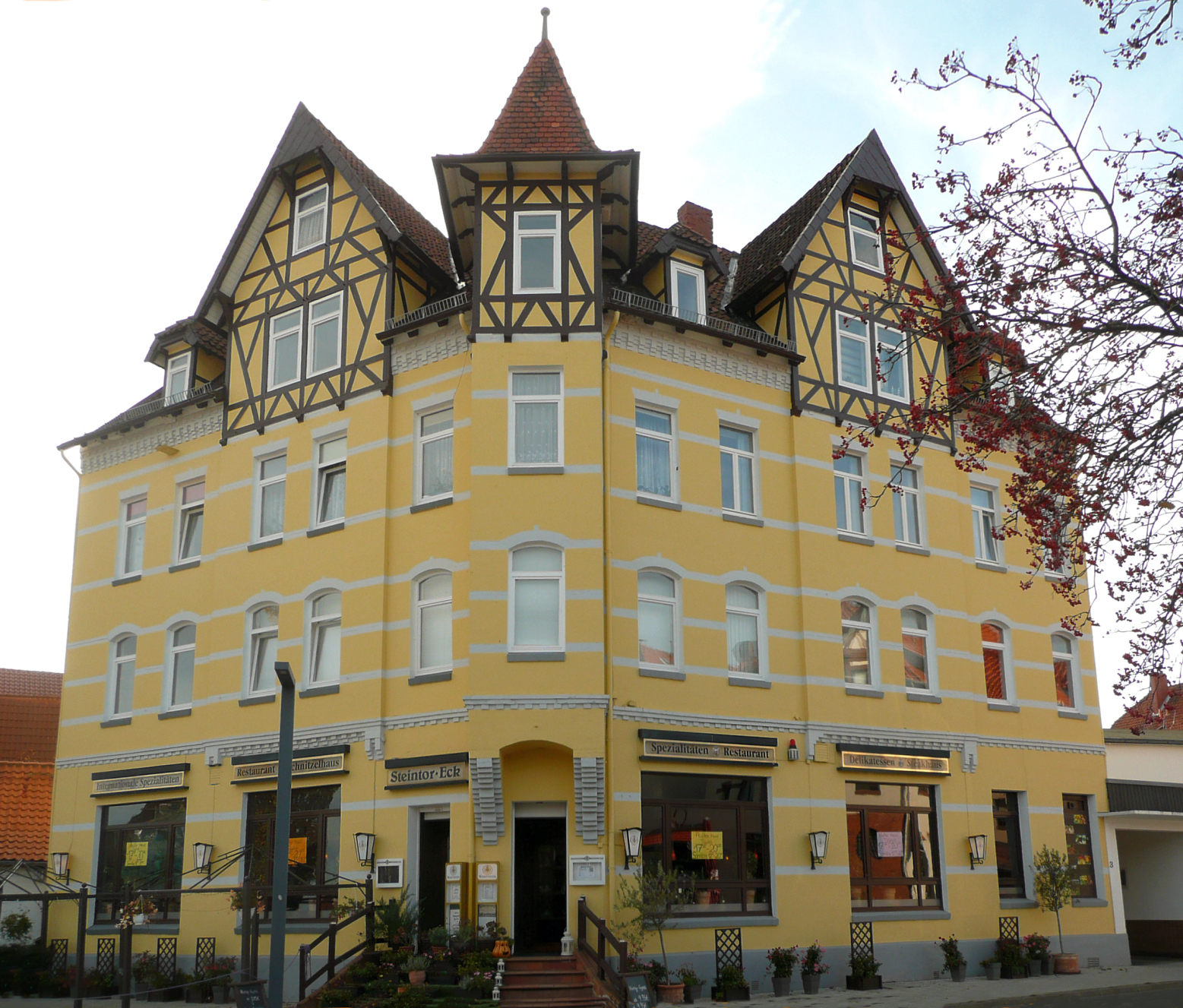
Gebäude des früheren Bahnhofsrestaurants Gehrden

Das Bahnhofsrestaurant Gehrden ist ein denkmalgeschütztes Gebäude in Gehrden in Niedersachsen. Es wurde um 1900 gegenüber dem Bahnhof Gehrden
der Überlandstraßenbahn zwischen Hannover und Gehrden errichtet. Heute wird es als Gastronomiebetrieb und für Wohnzwecke genutzt.

## Beschreibung
Das Gebäude ist dreigeschossiger Putzbau mit Dekorelementen und mittigem Turm. Durch seine Lage und Gestaltung ist es prägend für das Stadtbild. Wenige Meter entfernt liegt das ebenfalls denkmalgeschützte ehemalige Spritzenhaus Türmchen, dass seit 1976 als Gaststätte dient.
Anlass für den Bau des Gebäudes war die Ausweitung des hannoverschen Straßenbahnnetzes ab 1898. Die Straßenbahn Hannover AG (ab 1921: ÜSTRA) richtete die Straßenbahnlinie 10  nach Gehrden und zum Gehrdener Berg mit dem Berggasthaus Niedersachsen ein, wodurch der Ort zum beliebten Ausflugsziel für Großstadtbewohner aus Hannover wurde. Daraufhin ließ der Hotelier Heinrich Müller aus Hannover am Kreuzungspunkt von fünf Landstraßen eine Bahnhofs-Restauration für 240 Gäste erbauen. Sie lag direkt gegenüber dem Bahnhof der hannoverschen Straßenbahnzentrale. Die Baukosten beliefen sich auf 45.000 Mark.